# Newmarket (Suffolk)
Newmarket è una cittadina di 20 384 abitanti della contea del Suffolk, in Inghilterra. La cittadina è conosciuta per essere sede di un importante ippodromo e di innumerevoli attività legate all'ippica.